# Mainar
Mainar es un municipio y localidad española de la provincia de Zaragoza, en la comunidad autónoma de Aragón. El término municipal, ubicado en las comarcas de Campo de Daroca y Campo Romanos, tiene una población de 171 habitantes (INE 2024).

## Geografía
Integrado en la comarca de Campo de Daroca, se sitúa a 68 km de la capital provincial. El término municipal está atravesado por la carretera N-330 entre los pK 424 y 431, además de por la carretera autonómica A-1306, que permite la comunicación con Codos, y por dos carreteras locales que conectan con Villarreal de Huerva y Torralbilla. 
El relieve del municipio es predominantemente llano por el sur y más montañoso al norte. El sur del territorio está definido por un altiplano por el que discurren varios arroyos tributarios del cercano río Huerva. Por el norte se alzan la sierra de los Bodegones y la sierra de la Dehesilla, que conectan con la Sierra de Algairén, perteneciente al sistema Ibérico. Entre la Sierra de Algairén y las cercanas Sierra Modorra y Sierra del Peco, se abre el llamado Campo Romanos, una meseta alta y fría. La altitud oscila entre los 1237 m al norte (pico Atalaya), en el límite con Codos, y los 860 m al noreste, en las cercanías del río Huerva. El pueblo se alza a 868 m sobre el nivel del mar.
| Noroeste: Torralbilla | Norte: Codos y Encinacorba | Noreste: Villarreal de Huerva |
| Oeste: Torralbilla    |                            | Este: Villarreal de Huerva    |
| Suroeste: Retascón    | Sur: Villarroya del Campo  | Sureste: Villarreal de Huerva |

## Hidrología
Surca el término municipal el río Huerva que sirve de límite de término municipal con Villarreal de Huerva. También el arroyo Villarroya (conocido como Valsáuco en muchos mapas) y el arroyo de Villarpardo. Ambos arroyos, aunque conocidos como tales geográficamente no lo son geológicamente ya que son producto de la actividad humana. Se crearon en los siglos XII y XIII como canales de drenaje de cañadas excesivamente húmedas y que por tanto no eran aptas para el cultivo. Esto se puede comprobar observando los largos tramos rectilíneos de los presuntos arroyos, así como sus ángulos perfectos e incluso el empedrado de los mismos en muchos tramos, es en el paraje de "El Alcocer" dónde más evidente es la hechura artificial.
El arroyo Villarpardo está excavado en parte por erosión diferencial y en parte por obra humana entre los conglomerados (conocidos como "guijo") de su margen izquierda y las calizas de la derecha. Recibe por la izquierda la Rambla, la cual a su vez recibe por la izquierda el barranco de Valdelacebo; y por la derecha recibe las cañadas de Carralanga y Carramanchones. El arroyo Villarroya recibe por la derecha la Cañada Sisones; y por la izquierda la Cañada del Tío Alegría, La Cañada del Moro (la cual recibe a su vez por la izquierda la Cañada de la Viña) y la Cañada del Gordo. También discurren el término la acequia de los Ojos y la acequia de "El Reajo", ambos en realidad pequeños canales de drenaje, lo cual no obvia para que las aguas de todos ellos sean aprovechadas para riego. Un ejemplo de acequia creada exclusivamente para riego es el "Agua somera" o "vega somera", probablemente también de época medieval.
Mención aparte son los barrancos que discurren él término, los más importantes son los que desaguan en el río Huerva por su margen izquierda: Barranco de la Fuente del Piojo, Barranco del Ontazo, Barranco del Pozo Ropera (formado por la unión del Barranco de los bodegones con el barranco de la Dehesilla), Barranco del Despeñadero (formado por la unión del barranco del Molinillo y del Barranco Oscuro) y Barranco de Valdefrasno. La mayoría de ellos eran en tiempos cursos de agua continua, pero tras la política forestal del antiguo régimen el exceso de pinos afecto al caudal de los mismos y raro es que lleven agua después de la primavera.

## Clima
El clima es mediterráneo continentalizado, muy extremo, con fuertes heladas en invierno (sobre todo en el mes de febrero) y bochorno en verano (aunque no tan inclemente como el del valle del Ebro). Temperaturas de -13 o -14 °C son normales, las mínimas históricas son mucho más bajas todavía.
Cuentan que a principios del siglo XIX un mercader pasaba por Mainar y se disponía a almorzar cuando apareció un galgo que le arrebató el condumio. El sorprendido viajante trató de agarrar una piedra para emprender al galgo y no pudo. El hielo había dejado el suelo tal como una losa de cemento. Hoy en día ocurre el mismo fenómeno. Los agricultores no suelen trabajar en Mainar en el mes de febrero debido a la dureza del suelo por el hielo. De esta anécdota surgió un dicho que dice: "Campo Romanos, tierra de diablos, atan las piedras y sueltan los galgos".

## Cura Corbatón
Muchos habrán oído mencionar estas dos palabras vinculadas a cierta nube que suele salir sobre la sierra de Cucalón vista desde Mainar y que presagia agua. El Cura Corbatón no es sino un cumulus congestus, nube de gran desarrollo vertical que sobre la sierra de Cucalón adopta ciertas características peculiares. Según se dice, las nubes adoptarían la forma del cura en el centro (Un gran CB en fase de crecimiento) y los monaguillos a los lados (otros dos CB menores, en fase de crecimiento y a menor altura. Se denomina como Cura Corbatón a los cumulus congestus en una gran área que abarca desde las Cuencas Mineras a Molina de Aragón y desde el Alto Jiloca al Campo de Belchite.
Es un misterio por qué le llamarían "El Cura Corbatón", puesto que los desarrollos están bastante más lejos, no obstante, para no utilizar brújula ni GPS ni aparato alguno, la dirección de las nubes desde las localidades de las que se conoce al "Cura Corbatón" se ajustan muy bien a la localidad de Corbatón. En Mainar se cuenta que la nube representa a un sacerdote natural del Campo Romanos de muy mal carácter destinado en Corbatón, y que cuando "asoma" por encima de la Sierra de Cucalón representa al mosen echando un vistazo a su tierra.
Se trata de un fenómeno propio del Ibérico. El hecho de que tenga el mismo nombre tanto en Castilla como en Aragón sugiere que el nombre es anterior a la división política del territorio. Debido a que la repoblación y reparto del Ibérico fueron con pocos años de diferencia se infiere que "Cura Corbatón" se empleaba anteriormente a la reconquista de Alfonso I. Se puede especular que los repobladores adoptaron la denominación de los nativos.
Podría incluso ser prerromano el término, la precisión con la que se apunta a Corbatón es increíble desde los pueblos desde los que se ve la nube. Y es bien conocida la precisión de los celtíberos para apuntar a largas distancias con gran exactitud. La prueba se puede ver en el Castillejo, desde allí se puede ver muchos otros yacimientos de la Comarca, y algunos de ellos desaparecen del campo visual al apartarse pocos metros de allí. No sería nada descabellado suponer que el nombre de "Cura Corbatón" está vinculado con alguna creencia celta agrícola vinculada a la fertilidad, al agua. Muy bien podría ser que en Corbatón existiese en su día algún santuario de peregrinación al aire libre donde acudieran las gentes del Ibérico a ofrecer sus preces y que el topónimo aplicado a la nube fuera lo que perdurase de tales ritos. O quizás tenga otro origen, no deja de ser curioso que Corbatón sea de los pocos topónimos de la península que tiene etimología eslava, viene de "jorvat", emparentado con el parsí "haurvata", es decir, pastor. Entre los pueblos germánicos que invadieron la península se hallaban elementos eslavos, se trata de una posibilidad a tener en cuenta. Existe un refrán que dice: "Cuando sale el Cura Corbatón prepara el paraguas y el mantón", también se dice: "Cuando sale el Cura Corbatón habrá tronada antes de días dos". En parte del Campo Cariñena se le conoce como Padre Corbatón.

## Historia
Aunque Mainar ya existía antes del siglo XII las primeras menciones de Mainar en la historia son las de la repoblación de Alfonso I de Aragón y Pamplona, no tenemos noticias islámicas y muy pocas preislámicas de la zona. Muy probablemente parte del actual término municipal fuera testigo de las andanzas de San Íñigo, confesor de Sancho III el Mayor y del que está bien documentado que se retiró a las montañas de Tobed. Es probable que la partida de Mainar conocida "La predicadera" (situada en la sierra y no muy lejos de Tobed en línea recta) tenga algo que ver con la vida montañesa de este santo.
El primer asentamiento de repoblación de frontera se realizó cerca del pueblo, al lado del puente Romano en una antigua fortaleza celta conocida como Cerro Almada. Muy pronto ese asentamiento se abandonó y los colonos marcharon a lo que hoy son los pueblos de Mainar y de Villarreal de Huerva, el uno al lado de otro. La etimología de Mainar es clara, lo que es confuso es porque se eligió precisamente ese nombre. Mainar es un participio de un verbo irregular visigótico:"magan, main" que quiere decir "echar coraje en el campo de batalla". Mainar fue desde su origen miembro de la sesma de Langa y de la Comunidad de Aldeas de Daroca hasta la disolución de la misma en 1833 con la formación de la actual división provincial. Así pues compartió las mismas vicisitudes históricas que sacudieron a toda la zona.

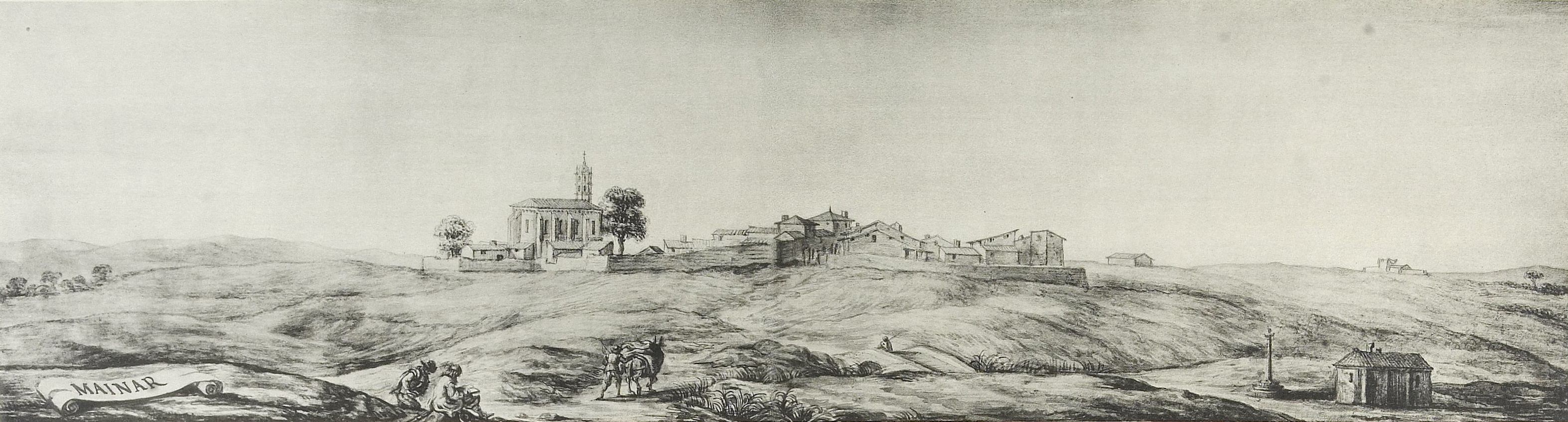
Mainar en 1668, acuarela de Pier Maria Baldi, Biblioteca Laurenciana de Florencia, recogida en Sánchez Rivero A, Mariutti de Sánchez Rivero A. "Viaje de Cosme de Médicis por España y Portugal (1668-1669)", Madrid: Sucesores de Rivadeneyra; 1933

Fue lugar de paso de varios monarcas de la casa de Habsburgo, también visitó la localidad Cosme III de Médici en su viaje por España y Portugal, como testimonia la vista panorámica de la aldea dibujada por Pier Maria Baldi, acompañante del futuro gran duque en su séquito. A partir de 1833 se constituye como municipio propio. Sufre las agitaciones de las guerras carlistas de forma bastante acusada debido a que las sierras circundantes eran propicias para el asentamiento-ocultamiento de guerrilleros. De hecho en la sierra del Peco, en el cercano término de Villarreal de Huerva se pueden encontrar los restos de un observatorio-fuerte carlista. No es de extrañar esta convulsión puesto que Mainar se ha hallado siempre en la carretera de Valencia, y el asalto a la diligencia era actividad normal entre los carlistas. Hacia mediados del siglo XIX, el lugar tenía contabilizada una población de 225 habitantes. Aparece descrito en el decimoprimer volumen del Diccionario geográfico-estadístico-histórico de España y sus posesiones de Ultramar de Pascual Madoz de la siguiente manera:

MAINAR. l. con ayunt. de la prov., aud. terr. y dióc. de Zaragoza (12 leg.), c. g. de Aragon, part. jud. de Daroca (2): sit. en una gran llanura sobre la ribera izq. del r. Huerva; le baten todos los vientos: su clima es frio, y las enfermedades mas comunes dolores de costado, pulmonias y pleuresias. Tiene 70 casas distribuidas en 2 calles y 2 plazas, casa y cárcel; escuela de niños, á la que concurren 20, dotada con 1,100 rs.; igl. parr. (Sta. Ana), de entrada, servida por un cura de provision real ó del ordinario, segun el mes de la vacante; una ermita dedicada á San Andrés, sit. á 300 pasos NE. del pueblo, y un cementerio contiguo á la igl. Confina el térm. por N. con Torralvilla; E. Villareal; S. Villadoz, y O. Retascon y Villarroya: su estension es de 2 leg de N. á S., y 1 de E. á O.: en su radio se encuentran los desp. de Villampando y San Gil, que ahora son pardinas; un monte sin nombre hácia el N. del pueblo con rebollos y algunas carrascas, y 2 arroyos que van á unirse después al r. Huerva. El terreno es generalmente arcilloso, de regular calidad. Los caminos que se dirigen á Daroca y Cariñena son carreteros y se hallan en mediano estado, en el de Retascon hay 2 ventas. El correo se recibe de las adm. de Zaragoza y Daroca por balijero, 3 veces á la semana. prod.: trigo, centeno, cebada, patatas, judias, garbanzos y yeros, lentejas y guijas; cria ganado lanar; hay caza de conejos, liebres y perdices, y alguna pesca de barbos. ind.: la agrícola y un molino harinero. pobl.: 47 vec., 225 almas. cap. prod.: 483,268 rs. imp.: 27,200. contr.: 11,170: el presupuesto municipal asciende á 2,106 rs., del que se pagan 600 al secretario del ayunt., y se cubre con el producto de algunos propios y arbitrios y por reparto vecinal.
(Madoz, 1848, pp. 28-29)

La diligencia estuvo en funcionamiento hasta 1913. A finales del siglo XIX se produjo la mojonación del término municipal, dándose la curiosa circunstancia de pasar al término de Mainar parajes donde la mayor parte de propietarios eran de Villarreal, también entonces se acabó el conflicto de pastos de Valdetello con los vecinos de Encinacorba que reclamaban ese paraje como parte de su término municipal pasando la parte sur de la Atalaya definitivamente a Mainar.
No muchos años después de acabar el servicio de diligencia llegó la luz eléctrica y el ferrocarril. La electricidad en principio se generó conjuntamente para Mainar y Villarreal en un pequeño generador situado en un salto de agua en el molino de este, desgraciadamente ya desaparecido. La luz supuso toda una revolución y cambios de hábitos en costumbres, y planteó inquietantes preguntas filosóficas y científicas. Muchos vecinos de ambos pueblos jamás llegaron a entender la razón de porqué cuando el generador se ponía en marcha las bombillas se encendían simultáneamente en ambos pueblos siendo que Villarreal estaba más cerca del generador. Esto creó divertidas controversias científicas entre gentes de escasa formación, y pronto se pasó a discusiones de mayor calibre como por ejemplo "¿cuánto pesaba la Tierra?", durante décadas los intereses de las gentes empezaron a parecerse a los del pueblo mágico de "Amanece que no es poco". La cuestión del peso de la tierra tuvo dos bandos: Los newtonianos y los escépticos, este último bando zánjó la cuestión con la frase: "Mocé, ¿quién ha sido el guapo que le ha puesto la báscula debajo al mundo?" Entre las mentes preclaras y visionarias de Mainar destacó Juan Francisco Salvador, quien ya décadas antes de los alunizajes preconizó el evento e incluso previó los medios y la nación que llevó a cabo tal aventura.
El suministro de la electricidad acentuó las rencillas seculares entre los pueblos vecinos, siempre había algún gamberro que cortaba el conmutador y dejaba a oscuras a Mainar, sobre todo en fechas señaladas como fiestas. Cuando posteriormente de la electricidad se hizo cargo las compañías eléctricas se dio la vuelta a la tortilla al estar el transformador de ambos pueblos en Mainar. Discurre por el pueblo y término municipal la cañada real, una de las principales vías de la trashumancia en el tercio este peninsular durante siglos. La misma calle Mayor de Mainar es parte de la cañada. Sufre las vicisitudes de casi toda España hasta la actualidad.
Cuando se proclamó la segunda república fue arrojada la imagen del patrón San Marcos al arroyo Villarpardo desde el desaparecido puente viejo, el sentir izquierdista se manifestó de nuevo en la victoria del Frente Popular en Mainar en las elecciones del 36, no obstante al producirse el Alzamiento Nacional se produjo el hispánico y típico fenómeno de que esos mismos anticlericales se convirtieron de la noche a la mañana en los más falangistas de los vecinos del pueblo.
Durante la batalla de Teruel en la guerra civil pernoctó una columna republicana sin que su presencia tuviera mayor trascendencia. Asimismo fue bombardeado por la aviación nacional que había salido a destruir la columna enemiga. Pero cuando llegaron los aviones vieron que ya no había enemigos, y como aterrizar con las bombas cargadas era peligroso arrojaron las bombas alrededor del pueblo en una noche de terror en la que no murió nadie. Ni una sola casa ni un solo edificio fue afectado excepto un pajar vacío. Hasta no hace muchos años aún se percibían los impactos de las bombas en los campos de cultivo circundantes al pueblo. E incluso algún vecino años después de acabar la guerra sacó alguna bomba sin explotar labrando con sus humildes caballerías.
Mainar sufrió la dictadura oscura que sufrió toda España hasta la llegada de la democracia. Sufrió los efectos del éxodo rural que tantos estragos hicieron en Aragón, hecho que fue acompañado de la mecanización del campo. Los años setenta vieron el encementado de las calles y en 1974 se instaló por fin el agua corriente, suministrada en un principio desde la popular "fuente del cloro" y posteriormente desde los depósitos sitos en el paraje de "El morrón", los cuales se llenan desde un pozo sito en la ribera derecha del arroyo Villarroya en un terreno propiedad de la familia Lázaro hasta la presente concentración parcelaria.
Hace pocos años Mainar pasó a formar parte de la nueva estructura comarcal conocida como Campo de Daroca. Su alcalde es Esmeraldo Marzo, uno de los alcaldes más antiguos de Aragón, viejo dinosaurio de la política, a quien los cambios de régimen no le han afectado para seguir en el poder.
Sucesos recientes son la concentración parcelaria que ha acabado con un paisaje de siglos pero que era necesaria para optimizar gastos agrarios, y la restauración de la Ermita de San Andrés, en ruinas desde hace décadas y cuyas obras de arte se hallan hoy en día en paradero desconocido.

## Demografía
Mainar cuenta con una población de 171 habitantes (INE 2024).
| Gráfica de evolución demográfica de Mainar entre 1842 y 2021                                                        |
| |
| Población de derecho según los censos de población del INE Población de hecho según los censos de población del INE |

| Nacionalidad | Hombres | Mujeres | Total | %      | Proporción |
| ------------ | ------- | ------- | ----- | ------ | ---------- |
| Española     | 64      | 55      | 119   | 70.0 % |            |
| Extranjera   | 31      | 20      | 51    | 30.0 % |            |

## Administración y política
| Período   | Alcalde                     | Partido |  |
| --------- | --------------------------- | ------- |  |
| 1979-1983 | Esmeraldo Marzo Marín       | UCD     |  |
| 1983-1987 | Esmeraldo Marzo Marín       | PAR     |  |
| 1987-1991 | Esmeraldo Marzo Marín       | PAR     |  |
| 1991-1995 | Esmeraldo Marzo Marín       | PAR     |  |
| 1995-1999 | Esmeraldo Marzo Marín       | PAR     |  |
| 1999-2003 | Esmeraldo Marzo Marín       | PAR     |  |
| 2003-2007 | Esmeraldo Marzo Marín       | PAR     |  |
| 2007-2011 | Esmeraldo Marzo Marín       | PAR     |  |
| 2011-2015 | Esmeraldo Marzo Marín       | PAR     |  |
| 2015-2019 | Esmeraldo Marzo Marín       | PAR     |  |
| 2019-2023 | María Lina Hernando Peinado | PAR     |  |
| 2023-2024 | María Lina Hernando Peinado | PAR     |  |

| Partido político    | Partido político                                   | 2003   | 2007   | 2011   | 2015   | 2019   | 2023   |
| Partido político    | Partido político                                   | Ediles | Ediles | Ediles | Ediles | Ediles | Ediles |
|                     | Partido Aragonés (PAR)                             | 5      | 5      | 5      | 4      | 3      | 4      |
|                     | Partido Popular de Aragón (PP)                     | —      | —      | —      | 1      | —      | 1      |
|                     | Partido de los Socialistas de Aragón (PSOE-Aragón) | —      | —      | —      | —      | 1      | —      |
|                     | Chunta Aragonesista (CHA)                          | —      | —      | —      | —      | —      | —      |
|                     | Izquierda Unida (IU)                               | —      | —      | —      | —      | —      | —      |
|                     | Ciudadanos (CS)                                    | —      | —      | —      | —      | 1      | —      |
| Total de concejales | Total de concejales                                | 5      | 5      | 5      | 5      | 5      | 5      |

## Patrimonio

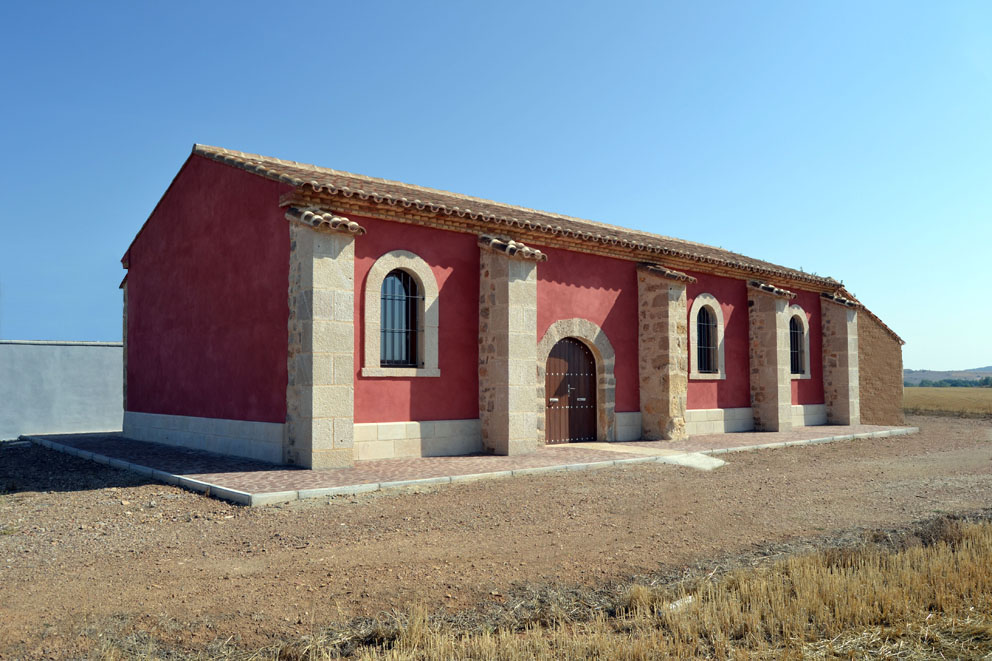
Ermita de San Andrés

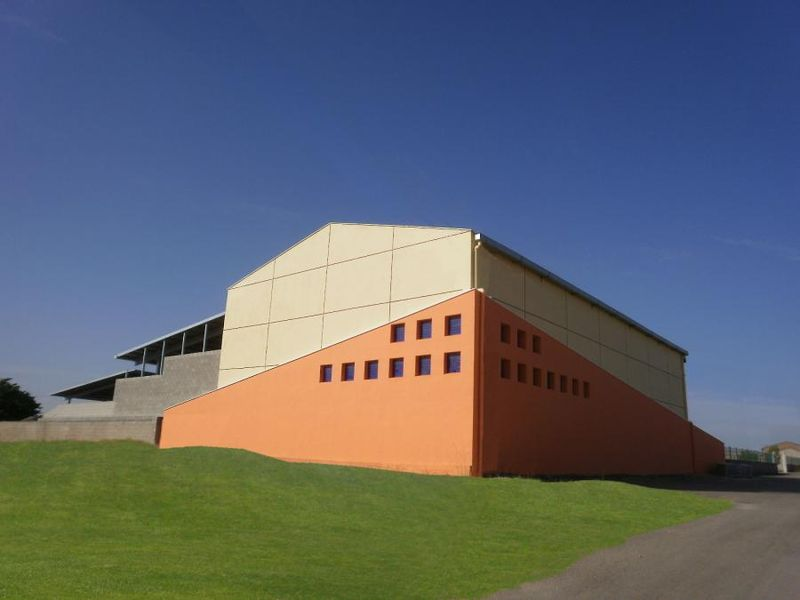
Instalaciones deportivas de Mainar

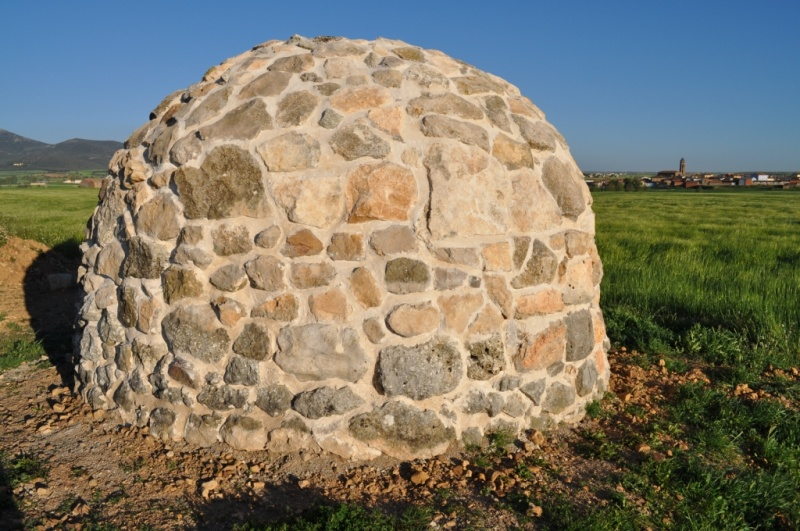
Nevera popular

Destacan la iglesia parroquial de Santa Ana, construida en el siglo XVI con una de las mejores torres mudéjares de Aragón, construida en estilo mudéjar y en cuyo interior se conservan retablos de los siglos XVII y XVIII, y tallas de los siglos XV y XVI. A principios de los ochenta la Iglesia de Santa Ana fue saqueada por Erik el Belga, algunas piezas fueron recuperadas con posterioridad. Incomprensiblemente la pieza más valiosa (Un San Blas de entre 1400 y 1450) no mereció la atención de tan famoso saqueador.
Igualmente se encuentran en su término el peirón de San Antón (hasta mediados del siglo pasado estaba dedicado a San Andrés) y adyacente a él la ermita de San Andrés y el peirón de la Virgen del Pilar, así como restos de los siglos I al III, en los términos de "El Badén" (empezados a destruir con la construcción del ferrocarril, y terminados de destruir con la construcción y ampliación de la carretera Zaragoza-Valencia),"El Castillejo" (asentamiento-fortaleza lusón) y "El Cerrado" (fuente Romana).
La ermita de San Andrés de Mainar (siglo XVI) es una obra de tapial con contrafuertes de mampostería y arcos fajones de sillería irregulares. De una nave con cuatro tramos separados por arcos de medio punto y cubierta a dos aguas. Se encontraba en estado de ruina, hasta la restauración integral en 2015.
También cerca del límite con Torralbilla se hallan las ruinas de la ermita de Santo Domingo, que en realidad no son sino los restos de la iglesia del antiguo pueblo de Villarpardo, despoblado a raíz de la peste en la Edad Media. Se trata de un edificio singular ya que es el único ejemplo de románico en el Campo Romanos. Es un templo tardorrománico: Se conserva el lado norte de nave, el muro adyacente del presbiterio y parte del ábside. Es un típico ejemplo del románico rural, edificado con lo que había a mano y después enlucido, sólo hay sillares o sillarejos en lugares críticos, como las esquinas y en los límites entre nave, presbiterio y ábside.
Se comparte con Villarreal de Huerva un puente de época de Trajano.
Se conserva una cabaña de época celta en el paraje de "las viñas", en las cercanías de esta misma cabaña se encuentra una noria del siglo XVIII cuya parte mecánica se perdió hace décadas, pero merece la pena de visitar debido a lo soberbio de su estructura. Ya casi tocando el término de Villarreal y a escasos metros del río Huerva se halla un molino dieciochesco en perfecto estado de conservación y funcionamiento debido a los desvelos del propietario por mantener tanto la estructura como la mecánica intactas. Dentro del casco urbano se pueden encontrar interesantes casas particulares con elementos arquitectónicos soberbios, la mayor parte de ellos sólo son visibles desde el interior y no se aprecian en las fachadas de las casas. Las reformas del siglo XX que tendieron a cegar arcos en las casas, a instalar puertas rectangulares y a pintar las casas de blanco al estilo andaluz hicieron mucho daño a la arquitectura tradicional de Mainar.
Las instalaciones deportivas municipales incluyen una piscina, un pabellón multiusos con frontón cubierto y pistas al aire libre. Fueron proyectadas por el arquitecto local Juan Carlos Lorente.

## Fiestas
- Las fiestas en honor de Nuestra Señora del Rosario tienen lugar durante el 6 y el 7 de junio. Las fiestas mayores, en honor de la Virgen y San Roque, se celebran entre el 14 y el 20 de agosto.
- Se suele hacer una verbena-preludio de San Roque a finales de julio desde época reciente. Asimismo se celebra una pequeña fiesta el día de San Marcos, patrón de Mainar, el 25 de abril, donde se elaboran y reparten los típicos roscones. Santa Ana, que también es patrona de Mainar, no tiene celebración.
- Se hacen pequeñas celebraciones el día de San Blas y de Santa Águeda.

## Lingüística
El habla de Mainar es el castellano aragonés. La presencia de la cañada ha propiciado que se usen palabras que en los atlas lingüísticos se localicen en zonas pirenaicas aragonesas. En las generaciones antiguas se oían incluso palabras como "lolo" (abuelo) que como muy cerca se ha considerado siempre que lo más al sur era la Hoya de Huesca. También hay localismos propios, pero para estos hay que hilar muy fino, casi no existen localismos en sentido estricto. La voz "guluría" o "gulluría" (cogujada) no se puede considerar en sentido estricto un localismo ya que si seguimos el atlas lingüístico de Manuel Alvar es propia de Muniesa, lo mismo puede decirse de "legón" (azadón) voz que si seguimos a Rafael Andolz Canela es propia de Albarracín. Otra curiosidad es la voz "fresa", en aragonés "farinetas", es decir "gachas", de la voz "fresa" realizó un estudio muy interesante Francho Nagore tras recopilarla en Ferreruela de Huerva, esta voz en Mainar sólo puedo ser recogida en la localidad en un anciano ya fallecido. La presencia de esta palabra de origen gascón en el Campo Romanos resulta muy extraña.
La pervivencia del aragonés no se limita al léxico sino a la fonología (antihiatismo muy acusado, aversión a los esdrújulos, herencia que tuvo el aragonés del gascón) y también a la sintaxis y morfología:

### Ejemplos
"Tenís" en vez de "tenéis", claramente es una forma híbrida entre el "tenez" o el "ez" del aragonés y el "tenéis" castellano, asimismo lo mismo puede decirse de formas de la primera conjugación que acaban en "áis" en vez de "éis", "arreglaráis" en vez de "arreglaréis".
Se usa menos el artículo determinado que en el castellano coloquial, así pues se hace construcciones que parecen calcadas de otras lenguas europeas cuando en realidad son restos del aragonés:
Ejemplo: "Se hizo daño en su pierna" en vez de "se hizo daño en la pierna".
Se omite la conjunción "de" con frecuencia al más puro estilo aragonés, de ahí "Campo Romanos" en vez de "Campo de Romanos", los ejemplos son innumerables.
Muy interesante es la presencia de incluso catalanismos en una zona tan al occidente de Aragón. Muy común es el uso de la palabra "res" (nada).
Una construcción muy curiosa es una calcada del altoaragonés: "qué me se yo" en lugar de "yo qué sé".
El hecho de ser Mainar una zona de paso ha producido la presencia de las formas lingüísticas que menos se podrían esperar en una zona ya tan cerca de Castilla.
- Para más información consúltese el libro de Ángela Ena Bordonada Aspectos del habla y vida de Moyuela (Zaragoza) (1990), Asociación Cultural Arbir-Malena de Moyuela. Es casi un calco de lo que puede decirse de Mainar exceptuando muy pocas cosas.

## Curiosidades
- El hipocorístico de Mainar entre los pueblos vecinos es "Barceloneta".
- Dícese de Mainar entre los pueblos de la comarca:

"Mainar es un pueblo de paso

con su carretera en medio

los hombres muy burlones

las mujeres sin gobierno"
Según contaba "Manolito el Cachimbas" cuando era niño y algún rapaz hacía alguna trastada los ancianos le decían: "Cuidado, mozé, o te apuntarán en el libro verde". Se trata del Libro Verde (Aragón) editado en el siglo XVI, una relación de las familias aragonesas de origen judío.
Los nabos de Mainar eran un producto típico afamado en la gastronomía aragonesa, nombrados por Pedro Saputo ante el rey en la obra de Braulio Foz. Más pequeños, blancos y dulzones que los normales; la raza estuvo desaparecida durante décadas hasta que recientemente la recuperó el vecino de Mainar Jesús Marín Minguillón.

### Rarezas geológicas
En el término municipal se encuentran dos rarezas geológicas:
Una de ellas es la piedra conocida como pata caballo que hace de mojón entre Mainar y Villarreal de Huerva, se supone que allí en una batalla de la reconquista apareció San Jorge para cambiar el curso de la batalla y su caballo dejó su huella perforando la roca al pisarla. En realidad no es sino una impronta fósil.
La otra es el Pozuelo, oquedad estrecha en una parta alta de una inmensa placa de piedra caliza localizado en un páramo seco, no hay puntos más altos por allí, sin embargo esta oquedad esta llena de siempre de agua. El origen del agua es casi con toda seguridad por condensación nocturna. Resulta interesante ver el hueco siempre lleno de agua en cualquier época del año en medio del secarral y sin ninguna grieta de la que mane agua.
En Mainar a la sierra de Cucalón se la conoce como "Modorra", curiosamente en los pueblos cercanos a dicha sierra a la Sierra de los Pilones se la conoce como "Modorra". Se trata de un caso de inversión de denominaciones geográficas en la misma comarca.